# Monte Mulanje
El Mulanje o macizo Mulanje, también conocido como monte Mulanje, es un grupo de grandes montañas localizadas en el sur de Malaui, cerca de la ciudad de Blantyre, que se eleva fuertemente desde las llanuras circundantes de Chiradzulu, y los cultivos de té del distrito Mulanje. Mide aproximadamente 22x26 km y tiene una elevación máxima de 3.002 m en su punto más alto, Sapitwa o monte Mulanje. Se trata de la montaña más alta del país. El refugio de acceso a la cima más cercano el de Chisepo.